# Teluk Intan
Teluk Intan – miasto w Malezji w stanie Perak. W 2000 roku liczyło 60 716 mieszkańców.